# Stanisław Kopik
Stanisław Kopik ps. „Zemsta” (ur. 21 lipca 1914 w Słomczynie, zm. z 17 na 18 czerwca 1948 w Warszawie) – porucznik Narodowych Sił Zbrojnych, dowódca oddziału podziemia antykomunistycznego.

## Życiorys
Syn Stanisława i Aleksandry z Dłużniewskich. W 1936 r. rozpoczął służbę w 1. Pułku Strzelców Konnych w Garwolinie. W 1939 r. w stopniu plutonowego walczył w Warszawskiej Brygadzie Pancerno-Motorowej płk. Stefana Roweckiego. Ranny pod Tomaszowem Lubelskim, dostał się do niewoli niemieckiej, z której szybko uciekł i powrócił do Garwolina, gdzie wstąpił do ZWZ, a następnie do AK Obwodu Garwolińskiego. W lipcu 1944 r. wstąpił do nowego Wojska Polskiego i służył w 1. Samodzielnym Batalionie Chemicznym. Brał udział w walkach 1. Armii na szlaku: Praga – Saska Kępa – Jabłonna – Nowy Dwór Mazowiecki, forsowanie Odry aż po Łabę. Awansowany do stopnia podporucznika.
W październiku 1945 r., objął funkcję szefa służby chemicznej w 43. Komendzie Odcinka Rajcza Wojsk Ochrony Pogranicza. Latem następnego roku został odznaczony srebrnym Medalem Zasłużony na Polu Chwały. Później został kwatermistrzem 198. strażnicy WOP w Rycerce Górnej. W tym czasie nawiązał kontakt z dowódcą oddziałów leśnych NSZ kpt. Henrykiem Flame „Bartkiem”. 7 sierpnia 1946 r., w obawie przed aresztowaniem, zdezerterował i związał się z NSZ. Awansowany przez Komendę VII Okręgu Wojskowego NSZ na porucznika zorganizował własny oddział leśny, przyjmując pseudonim „Zemsta”. Rozpoczął energiczną pracę konspiracyjną, werbując między innymi w szeregi swojej grupy byłych żołnierzy AK zagrożonych aresztowaniem, dzięki czemu usamodzielnił swój oddział. 27 września 1946 r. koło Szańcówki oddziały KBW i WOP otoczyły oddział por. „Zemsty”, który jednak uszedł z obławy. W następnych miesiącach oddział rozbroił posterunek Milicji Obywatelskiej w Zwardoniu i przeprowadził dwie akcje likwidacyjne. 18 stycznia 1947 r. funkcjonariusze UB aresztowali w Soli 14 osób pod zarzutem udzielania pomocy oddziałowi „Zemsty”. W nocy 10/11 lutego 1947 r. oddział stoczył potyczkę z patrolem WOP, a 22 lutego zlikwidował komendanta posterunku MO w Milówce. Ostatnia potyczka żołnierzy por. „Zemsty” miała miejsce 15 maja 1947 r. w Lipowej.
12 marca 1947 r. Stanisław Kopik poślubił Danutę Ryłko. Po rozwiązaniu oddziału wyjechał do Warszawy, gdzie zorganizował kolejną grupę zbrojną. W czerwcu 1948 r. został zdekonspirowany przez b. podkomendnego, agenta UBP, Józefa Pydycha „Wiewióra”, i aresztowany. Jak wynika z ubeckich dokumentów, po aresztowaniu popełnił samobójstwo w gmachu MUBP w Warszawie (prawdopodobnie podczas śledztwa został zamordowany przez ubeków i wypchnięty przez okno z drugiego piętra). 20 czerwca zwłoki por. Kopika zostały przekazane do Zakładu Medycyny Sądowej w Warszawie przy ulicy Oczki 1. Pochowany został potajemnie w Warszawie, w grobie nieoznaczonym prawdziwym imieniem i nazwiskiem.
Szczątki Stanisława Kopika zostały odnaleziono w maju 2021 r. podczas prac ekshumacyjnych prowadzonych przez Biuro Poszukiwań i Identyfikacji IPN na terenie kwatery „C” Cmentarza Wojskowego na Powązkach. 22 lipca 2022 r. na uroczystościach w Belwederze notę identyfikacyjną członkom rodziny wręczył dr Karol Nawrocki, prezes Instytutu Pamięci Narodowej oraz dr hab. Krzysztof Szwagrzyk, zastępca prezesa IPN oraz dyrektor Biura Poszukiwań i Identyfikacji IPN.
10 listopada 2022 został pochowany na Cmentarzu Parafialnym w Garwolinie. W czasie uroczystości wręczono rodzinie por. Kopika Krzyż Kawalerski Orderu Odrodzenia Polski nadany przez Prezydenta RP Andrzeja Dudę.

## Ordery i odznaczenia
- Krzyż Srebrny Orderu Virtuti Militari
- Krzyż Kawalerski Orderu Odrodzenia Polski (pośmiertnie, 2022)[7]

## Upamiętnienie
Por. Stanisława Kopika ps. „Zemsta” upamiętniają tablice:
- na frontonie kolegiaty w Garwolinie (2021 r.)[1]
- na schronisku „Chata pod Skalanką” w Zwardoniu (2019 r.)[8]
- na pomniku na Zapolance w Złatnej (2020 r.)[9]